# Radovo (Demir Hiszar)
Radovo (macedónul: Радово) település Észak-Macedóniában, a Pelagonijai körzet Demir Hiszar-i járásában.

## Népesség
| Lakosok száma | 218  | 222  | 179  | 141  | 98   | 26   | 28   | 13   |
|               | 1948 | 1953 | 1961 | 1971 | 1981 | 1991 | 1994 | 2002 |

- 2002-ben 13 lakosa volt, akik mindannyian macedónok.